# Patriot Memory
Patriot Memory è un'azienda di progettazione e realizzazione di moduli flash USB per Computer, moduli di memoria, periferiche allo stato solido e periferiche di gioco.
Patriot Memory ha sede nella Silicon Valley e assembla componenti di computer localmente.

## Storia
PDP System è stata fondata nel 1985 e venne così chiamata dalle iniziali dei nomi dei fondatori Paul Jones, Doug Diggs e Phil Young. Jones, Diggs, and Young erano compagni di classe alla Awalt High School di Mountain View, in California.
Jones e Young frequentarono l'Università della California di Davis, mentre Diggs si laureò all'Università della California di Los Angeles. PDP System iniziò la sua attività mentre Jones era studente alla UC Davis, come costruttore OEM di memorie DRAM per i principali costruttori di PC.
A partire dal 2003 PDP System lanciò la propria linea commerciale Patriot Memory di memorie DDR SDRAM da commercializzare nei negozi fisici e su Internet. Diversamente dai costruttori di SDRAM che lanciavano le loro DDR SDRAM come semplici moduli di memoria, i moduli di memoria Patriot avevano un dissipatore termico di metallo lungo tutto il modulo DDR. Patriot Memory ha continuato ad usare questo dissipatore termico per ogni generazione di DDR fino alla DDR4.
Alla fine il marchio Patriot Memory diventò il nome dell'azienda stessa. Patriot Memory ha due linee di assemblaggio nelle sue fabbriche di Freemont, in California e Taipei, a Taiwan. Jones attribuisce il mantenimento della produzione negli USA al fatto di avere macchine altamente automatizzate e ai bassi costi di spedizione.